# Palinopsie
Als Palinopsie (von griechisch palin „wiederholt“ und opsis „sehen“) wird eine Gesichtstäuschung verstanden, bei der Objekte visuell wahrgenommen werden, die meist vor Sekunden oder wenigen Minuten, seltener auch vor längerer Zeit gesehen wurden, jedoch nicht mehr im Gesichtsfeld vorhanden sind. Im Gegensatz zu physiologischen Nachbildern vergeht zwischen dem tatsächlich gesehenen Bild und seinem scheinbaren erneuten Auftauchen ein kürzerer oder längerer Zeitraum. Diese Trugbilder sind oft so real, dass es dem Betroffenen schwerfällt, zwischen dem realen Bild und der Palinopsie zu unterscheiden. Durch Blickbewegung wird das Trugbild nicht ausgelöscht, es wandert vielmehr mit dem schweifenden Auge mit oder taucht immer wieder im Zentrum der visuellen Wahrnehmung auf.

## Auswirkungen
Da die Trugbilder oft nur einzelne Details des ursprünglich wahrgenommenen realen Bildes beinhalten und diese sich scheinbar in die aktuelle reale Wahrnehmung einpassen, wird der Betroffene oft irritiert und ist nicht in der Lage, die Wahrnehmung korrekt als Illusion zuzuordnen. Die Palinopsie eines bärtigen Gesichtes kann so zu dem nicht sicher zu bewertenden Eindruck führen, alle aktuell sichtbaren Personen würden ähnliche Bärte tragen.

## Ursachen
Die Palinopsie kommt nach schwerer Schädigung der Okzipitalregion (hinterer Hirnbereich) beispielsweise durch einen akuten Schlaganfall, Blutung oder Tumor, vor, aber auch bei Migräne oder als Folge eines länger zurückliegenden Schlaganfalles. Auch ein Zusammenhang mit psychotropen Substanzen wie LSD, Mescalin oder Ecstasy wird beschrieben. Verschiedene Arzneimittel wie die Antidepressiva Maprotilin, Nefazodon und Trazodon, das Neuroleptikum Risperidon sowie Interleukin-2 scheinen Palinopsien auslösen oder fördern zu können.
Die Palinopsie tritt zudem bei verschiedenen neurologischen Erkrankungen wie beispielsweise dem Charles-Bonnet-Syndrom auf.

## Behandlung
Die Palinopsie tritt meist flüchtig im Rahmen der Grunderkrankung auf, im Falle des Zusammenhanges mit psychotropen Substanzen verschwindet sie mit Abklingen der Wirkung. Gelegentlich kann sie durch Gabe von Antiepileptika zum Verschwinden gebracht werden.

## Abgrenzung
Die Palinopsie ist keine optische Halluzination im engeren Sinne, da sie sich immer auf ein real gesehenes Bild bezieht. Sie ist außerdem von den physiologischen Nachbildern, von Doppelbildern, von der visuellen Perseveration und vom Déjà-vu-Erlebnis abzugrenzen. Ein langfristiges Auftreten der Trugbilder nach Tagen oder Wochen beziehungsweise über einen langen Zeitraum hinweg wird als halluzinatorische Palinopsie bezeichnet.